# Дудь Юрій Олександрович
Юрій Олександрович Дудь (рос. Юрий Александрович Дудь; нар. 11 жовтня 1986 року, Потсдам, НДР) — російський спортивний журналіст, теле- та радіоведучий, та відеоблогер українського походження. Колишній головний редактор видання Sports.ru, заступник генерального директора. Ведучий авторського шоу на YouTube-каналі «вДудь», де бере інтерв'ю у відомих журналістів, бізнесменів, діячів культури, інтернету і політики.

## Життєпис
Народився 11 жовтня 1986 року у Потсдамі, НДР.
За походженням — українець, у Росії живе з 1990 року.
2008 року закінчив факультет журналістики МДУ, живе у Москві.
У віці 11 років писав для видання «Юношеская газета», в 13 років для газети «Сегодня». В 14 років працював позаштатним кореспондентом у газеті «Ізвестія». 2003 року, у 16 років став штатним співробітником газети.
2007-го працював у виданні «Про спорт».
З 2011—2018 роках — головний редактор інтернет-видання Sports.ru.
Був ведучим програми «Удар головою» на каналі «Росія-2» та «Культ тура» на каналі «Матч ТВ».
2011 року працював спеціальним кореспондентом і коментатором у спортивній редакції каналу «НТВ-Плюс» та ведучим ранкового шоу на радіо «Сіті ФМ».
Має YouTube-канал під назвою «вДудь», в якому розміщуються його інтерв'ю із відомими діячами культури, телебачення та інтернету.
Переможець премії GQ «Людина року 2016» в номінації «Обличчя з телевізора» разом зі співведучим по програмі «Культ тура» Євгеном Савіним.
У квітні 2017-го року для свого відеоблогу Юрій брав інтерв'ю у співака Івана Дорна, яке стало скандальним.
Посів 50-е місце серед російських знаменитостей у рейтингу журналу Forbes, опублікованому в кінці липня 2018 року.

### Особисте життя
Одружений, має двох дітей: доньку Альону і сина Данила.

### Нагороди
- Переможець премії «Людина року 2016».

## Погляди

### Дудь та Україна
Вважає українців та росіян «братськими народами», а війну на сході України і анексію Криму Росією назвав «складнощами між нами».
7 травня 2014 року, півтора місяця після того, як Росія розпочала незаконне вторгнення на територію Криму, Дудь у Twitter написав:
| «Класна кар'єра вийшла у Райана Гіггза : починалась — коли Крим ще наш, закінчувалася — коли Крим вже наш.»Оригінальний текст (рос.) «Классная карьера вышла у Райна Гиггза: начиналась — когда Крым еще наш, заканчивалась — когда Крым уже наш.» |
2016 року на виступі на російському фестивалі «Time Code», наголосив, що «українська Революція гідності виявилась не такою й гідною».
У 2019 році у розмові з Дмитро Гордоном, агресію Росії проти України Дудь назвав «сваркою».
Дудь намагався іронізувати над Іваном Рудським за те що той розповів що підтримує Майдан і хотів бути на місцевому Майдані у Дніпрі. На що Юрій наголошував на тому, що Рудський нібито начитався в Інтернеті, і заявив, що «не все так однозначно».
2 травня 2021 року Іван Рудський заявив, що Дудь вирізав з інтерв'ю з ним фрагменти, де йшлося про Голодомор, репресії СРСР та російсько-українську війну. Дудь пояснив це тим, що запис розмови може тривати кілька годин, тому йому доводиться редагувати, видаляючи «нецікаві» або «незв'язні» частини.
Водночас у 2022-му році Юрій Дудь засудив визнання «ЛДНР» Росією та наступне широкомасштабне вторгнення РФ до України.
Після повномасштабного вторгнення, почав випускати на своєму YouTube каналі інтерв'ю з відомими російськими бізнесменами, письменниками, спортсменами та блогерами. В інтерв'ю засуджує агресію проти України та доносить схожі думки відомих російських діячів до російської аудиторії.